# Paul Sarasin

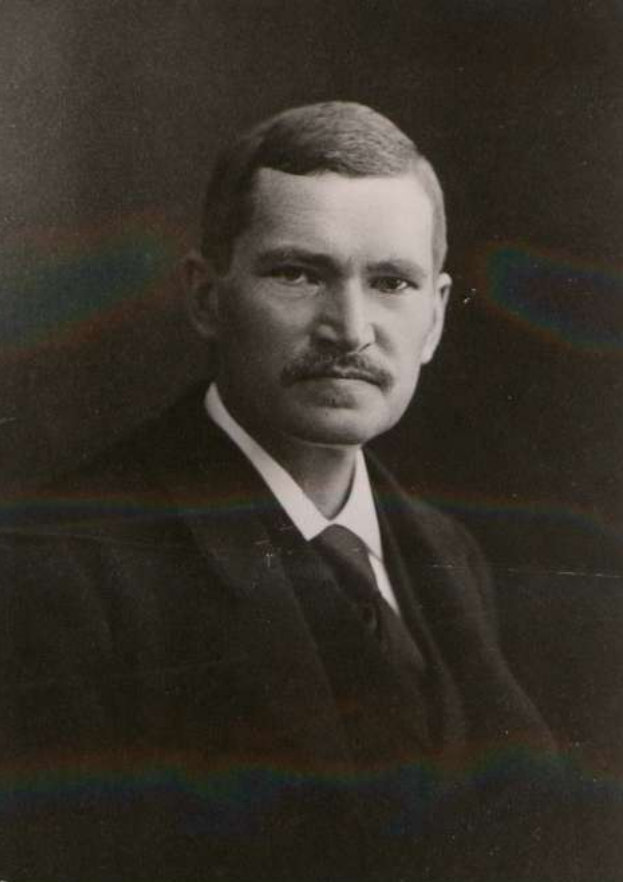
Paul Sarasin

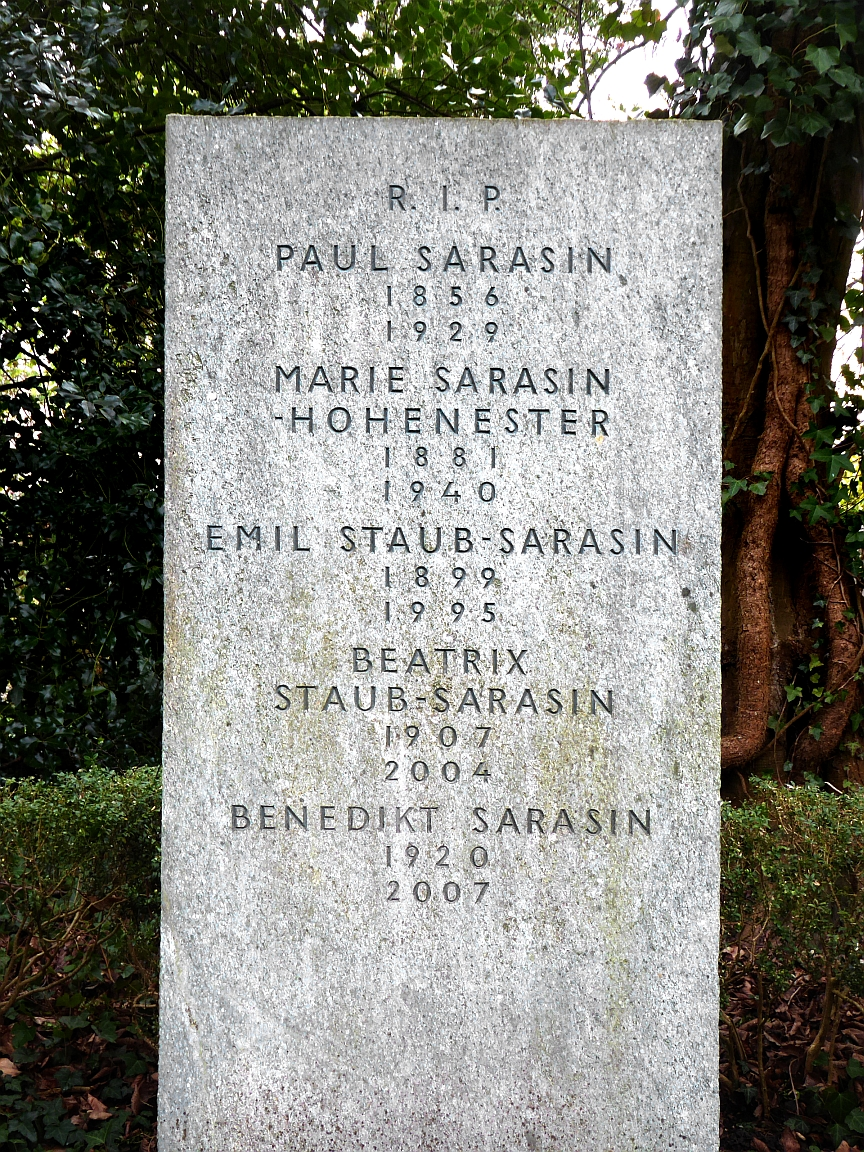
Familiengrab auf dem Friedhof am Hörnli, Riehen, Basel-Stadt

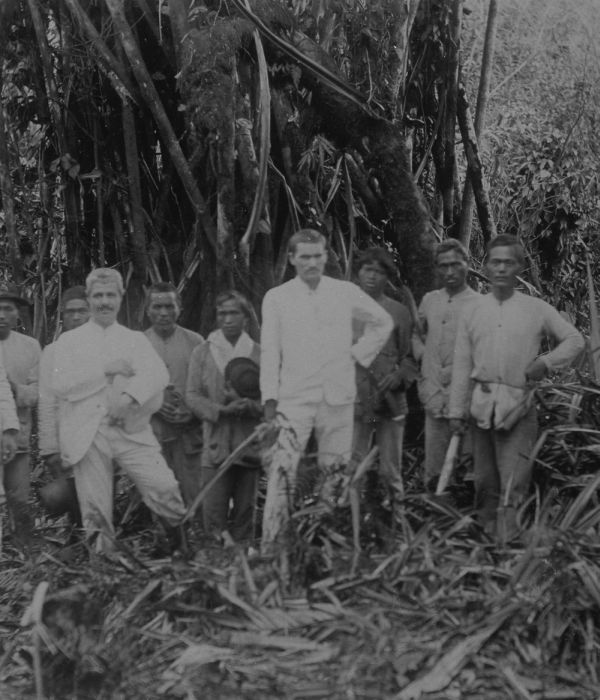
Fritz und Paul Sarasin während ihrer Expedition nach Celebes

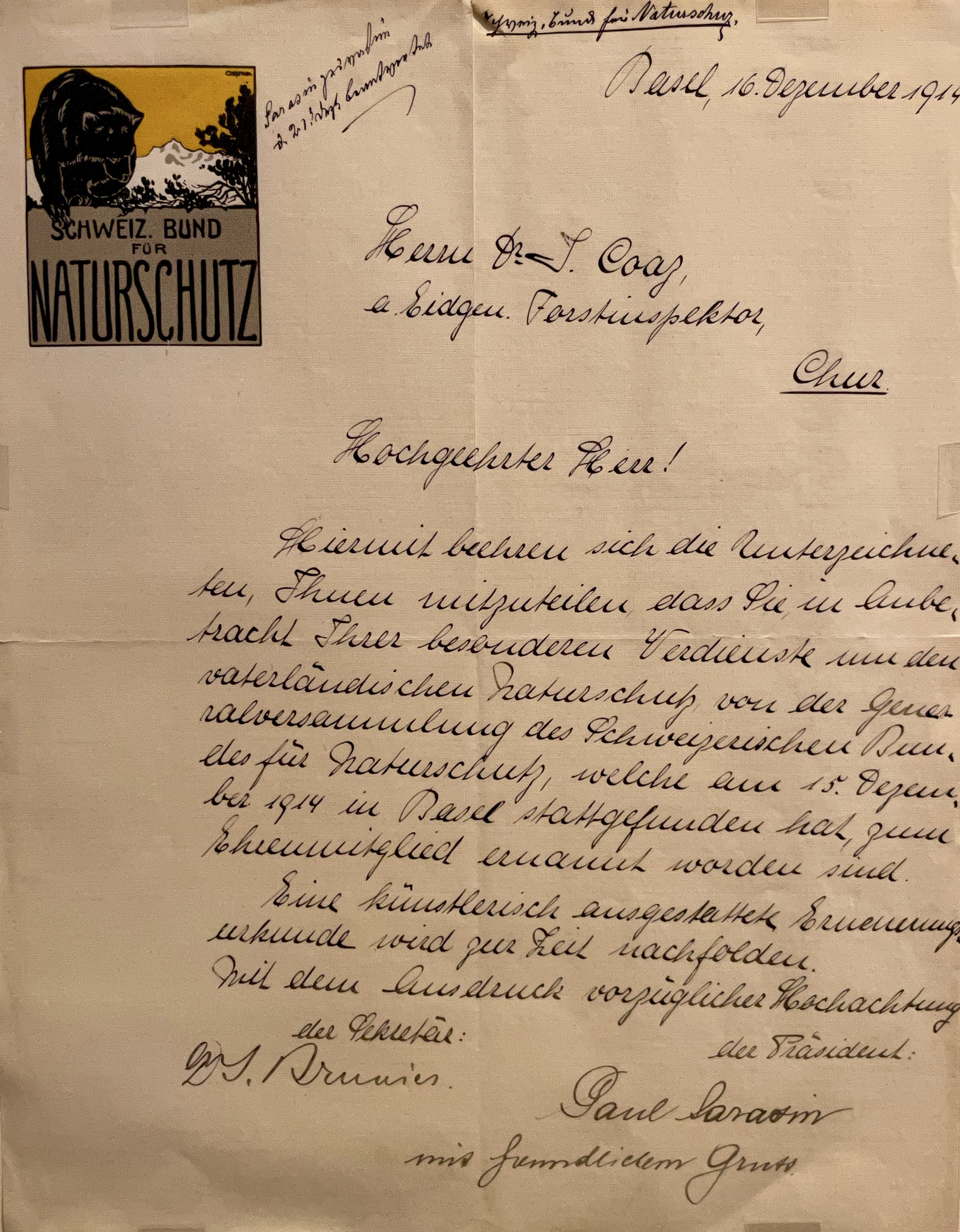
Brief von Paul Sarasin an Johann Wilhelm Coaz, in dem er ihn zum Ehrenmitglied des Schweizerischen Naturschutzbundes ernannt, 1914

Paul Benedict Sarasin (* 11. Dezember 1856 in Basel; † 7. April 1929 ebenda) war ein Schweizer Naturforscher. Er gilt als Mitgründer des Schweizerischen Nationalparks.

## Leben
Paul Sarasin war der Sohn von Karl Sarasin. Nach der absolvierten Primar- und Sekundarschule in Basel studierte er Medizin an der Universität Basel. Nach dem ersten Propädeutikum zog er nach Würzburg ans Institut des Zoologieprofessors Karl Semper. Dort widmete er sich zoologischen Studien und promovierte 1882 mit einer Dissertation über die Entwicklungsgeschichte der Wasserschnecke Bithynia tentaculata. In seiner Studienzeit wurde er Mitglied im Schweizerischen Zofingerverein.
Von 1883 bis 1886 begab sich Paul Sarasin mit seinem Gross-Vetter (Cousin zweiten Grades) Fritz Sarasin auf eine Reise nach Britisch-Ceylon, um zoologische und anthropologische Feldforschung zu treiben. In den folgenden sechs Jahren lebten sie in Berlin und werteten dort das gesammelte Material aus. Gefördert wurden sie durch die dortige Gesellschaft für Erdkunde unter Ferdinand von Richthofen und die Anthropologisch-Ethnologische Gesellschaft unter Rudolf Virchow. 1889 reisten sie mit Leopold Rütimeyer zu ethnologischen Forschungen nach Ägypten und in den Sinai. Im Jahr 1891 wurde Sarasin zum Mitglied der Leopoldina gewählt. Von 1893 bis 1896 gingen sie nach Celebes. Da leisteten sie geographische und geologische Arbeit in einem grösstenteils unerforschten Gebiet. Die Ergebnisse dieser und einer zweiten Forschungsreise zwischen 1902 und 1903 wurden in einem fünfbändigen Werk publiziert. 1907 machten sie eine weitere Reise nach Ceylon.
1896 kehrten sich nach Basel zurück und setzten ihre gemeinsame Lebens- und Arbeitsgemeinschaft fort. Im Patrizierhaus Faeschhaus an der Spitalstrasse 22 hatten sie auf drei Etagen genügend Platz für ihre umfangreichen Sammelbestände. Ihr Haus wurde bald der Mittelpunkt des naturwissenschaftlichen Lebens der Schweiz. Beide stiegen zu einflussreichsten Naturwissenschaftlern der Schweiz auf, ausgezeichnet mit Ehrendoktorwürden der Universität Basel und Genf sowie höchsten wissenschaftlichen Auszeichnungen aus Deutschland und den Niederlanden. Zu den wichtigsten wissenschaftlichen Auszeichnungen der beiden gehörten unter anderem die Carl-Ritter-Medaille der Berliner Gesellschaft für Erdkunde. Dank ihres Reichtums konnten sie grosse wissenschaftliche Werke publizieren, die wiederum ihr Renommee als Naturwissenschaftler erweiterten.
1906 wurde anlässlich der Jahresversammlung der Schweizerischen Naturforschenden Gesellschaft (heute SCNAT) in St. Gallen eine Naturschutzkommission gegründet. Sarasin war Präsident der Kommission. Auf dem Internationalen Zoologenkongress 1910 in Graz trug er erstmals die Idee für einen «Weltnaturschutz» vor. Sarasin konnte den Schweizer Bundesrat dazu bewegen, zu einer Internationalen Konferenz für Weltnaturschutz in Bern einzuladen, zu der Delegierte aus 17 «weissen» Ländern kamen. Sarasin wurde von der Konferenz zum Vorsitzenden der nur mit sehr eingeschränkten Kompetenzen eingesetzten Kommission mit Sitz in Basel gewählt. Neben Johann Wilhelm Coaz gehört er zu den Pionieren der Nationalparkidee. Als Präsident der Naturschutzkommission regte er die Gründung des Nationalparks an, dem die Eidgenössische Bundesversammlung 1914 eine Bundesgarantie gewährte. Auch Sarasins Forderung, den Schutz «primitiver Völker» ins Aufgabenfeld aufzunehmen, scheiterte. Der Ausbruch des Ersten Weltkriegs warf den internationalen Naturschutz bis zur Gründung der IUCN im Jahr 1948 um Jahrzehnte zurück.
Paul und Fritz Sarasin verband lebenslange Freundschaft und Zusammenarbeit. Paul heiratete 1918 im Alter von 62 Jahren Marie Hohenester (1881–1940) und bekam mit ihr zwei Kinder.
Zunehmende gesundheitliche Probleme zwangen Paul Sarasin zum Rückzug ins Privatleben. Am 7. April 1929 erlag er im Alter von 72 Jahren einer Lungenentzündung.

## Auszeichnungen und Preise (Auswahl)
- 1896: Carl-Ritter-Medaille